# Just Dance Kids (joc video din 2010)
Just Dance Kids este un joc de muzică bazat pe dans dezvoltat de Land Ho! și editat de Ubisoft la care a participat și Ubisoft București (Ubisoft România). Jocul a fost lansat pe 9 noiembrie 2010 în America de Nord și pe 4 ianuarie 2011 în Europa. Just Dance Kids (cunoscut în Europa ca Dance Juniors) este un joc video pentru Wii și face parte din franciza de joc Just Dance. Just Dance Kids este un joc cu accent pe piesele care sunt populare pentru copii. Jocul conține peste 40 de melodii. 

## Gameplay
Just Dance este un joc de dans bazat pe mișcare pentru mai mulți jucători, fiecare joc având o colecție de melodii, fiecare cu propriile coregrafii de dans. În fiecare melodie, jucătorii imită un dans interpretat de actori pe ecran, urmând comenzi care apar pe ecran. În plus, există mișcări speciale în care jucătorii trebuie să stea într-o anumită poziție pentru a câștiga puncte bonus. Jucătorii primesc puncte pe baza performanței lor.

## Lista de melodii
| Nume melodie                                          | Artist                                   | Dificultate | Efort | Anul lansări | Gen Dansator |
| ----------------------------------------------------- | ---------------------------------------- | ----------- | ----- | ------------ | ------------ |
| "ABC"                                                 | The Jackson 5                            | 1           | 1     | 1970         | ♂            |
| "All Star"                                            | Smash Mouth                              | 3           | 2     | 1999         | ♂            |
| "Alphabet Song" (JDU)                                 | The Just Dance Kids                      | 1           | 1     | 2003         | ♀            |
| "Ants Go Marching"                                    | The Just Dance Kids                      | 1           | 2     | -            | ♂            |
| "Beautiful Life"                                      | Ace of Base                              | 2           | 1     | 1995         | ♀            |
| "Bingo"                                               | The Just Dance Kids                      | 1           | 2     | -            | ♀            |
| "Can You (Point Your Fingers And Do the Twist?)"      | The Wiggles                              | 2           | 2     | 1995         | ♂            |
| "Celebration"                                         | Kool & the Gang                          | 2           | 2     | 1980         | ♂            |
| "Funkytown" (2)                                       | Lipps Inc                                | 3           | 2     | 1980         | ♀            |
| "Get The Sillies Out"                                 | Yo Gabba Gabba!                          | 1           | 3     | 2008         | ♂            |
| "Gonna Make You Sweat (Everybody Dance Now)" (3)/(J2) | C+C Music Factory feat. Freedom Williams | 3           | 3     | 1990         | ♀            |
| "The Hamster Dance Song"                              | Hampton the Hampster                     | 1           | 2     | 2000         | ♀            |
| "Happy Birthday To You"                               | The Just Dance Kids                      | 2           | 1     | -            | ♀            |
| "Haven't Met You Yet"                                 | Michael Bublé                            | 1           | 1     | 2009         | ♂            |
| "Here We Go Again"                                    | Demi Lovato                              | 3           | 3     | 2009         | ♀            |
| "Holiday" (2)                                         | Madonna                                  | 2           | 1     | 1983         | ♀            |
| "Hot, Hot, Hot"                                       | Buster Poindexter                        | 1           | 2     | 1987         | ♂            |
| "Hot Potato"                                          | The Wiggles                              | 3           | 3     | 1994         | ♂            |
| "I Like To Dance"                                     | Yo Gabba Gabba!                          | 2           | 3     | 2008         | ♀            |
| "I Wanna B With U"                                    | Fun Factory                              | 1           | 1     | 1995         | ♀            |
| "If You’re Happy and You Know It"                     | The Just Dance Kids                      | 1           | 1     | -            | ♂            |
| "I've Been Working on The Railroad"                   | The Just Dance Kids                      | 2           | 2     | -            | ♂            |
| "Jungle Boogie" (2)                                   | Kool & the Gang                          | 2           | 1     | 1973         | ♂            |
| "Kids in America" (1)/(3DLC)                          | Kim Wilde                                | 3           | 3     | 1981         | ♀            |
| "Kung Fu Fighting" (2DLC)                             | Carl Douglas                             | 3           | 2     | 1974         | ♂            |
| "Macarena" (2015)                                     | Los Del Río                              | 3           | 1     | 1996         | ♀            |
| "Magic"                                               | Pilot                                    | 3           | 1     | 1974         | ♀            |
| "Mickey"                                              | Toni Basil                               | 2           | 3     | 1982         | ♀            |
| "MMMBop"                                              | Hanson                                   | 2           | 2     | 1997         | ♂            |
| "The Monkey Dance"                                    | The Wiggles                              | 1           | 3     | 1994         | ♀            |
| "Naturally"                                           | Selena Gomez & the Scene                 | 3           | 1     | 2009         | ♀            |
| "Old MacDonald Had a Farm"                            | The Just Dance Kids                      | 2           | 1     | 1917         | ♂            |
| "One Time"                                            | Justin Bieber                            | 3           | 1     | 2009         | ♂            |
| "Party in My Tummy"                                   | Yo Gabba Gabba!                          | 1           | 1     | 2008         | ♂            |
| "Pop Goes the Weasel"                                 | The Just Dance Kids                      | 1           | 1     | -            | ♀            |
| "Shake It"                                            | Metro Station                            | 2           | 3     | 2008         | ♂            |
| "Surfin’ U.S.A."                                      | The Beach Boys                           | 1           | 2     | 1963         | ♂            |
| "Wheels on The Bus"                                   | The Just Dance Kids                      | 1           | 1     | -            | ♂            |
| "When The Saints Go Marching In"                      | James Milton Black                       | 1           | 2     | 1896         | ♂            |
| "Who Let the Dogs Out?" (1)/(3DLC)/(SD)               | Baha Men                                 | 3           | 3     | 2000         | ♂            |
| "Y.M.C.A." (2014)                                     | Village People                           | 2           | 2     | 1978         | ♂            |

1. ↑  ESRB rating database, accesat în 22 septembrie 2022